# Fondation de la France libre
La Fondation de la France libre est une fondation française créée en 1994 afin d'assurer la pérennité des traditions, des valeurs morales et de l'idéal de la France libre. Reconnue d'utilité publique par décret du Premier ministre le 16 juin 1994, elle a succédé à l'Association des Français libres le 18 juin 2000.

## Historique
Le 21 juin 1945, l'Association des Français libres est créée par les anciens des Forces françaises libres afin de soutenir les intérêts moraux et matériels des Français libres et de leurs familles, à l’exclusion absolue de tout but politique, sous la présidence d'honneur du général de Gaulle. Elle est présidée successivement par :
- le général Edgard de Larminat (1945-1962)
- le général Louis Dio (1962-1969)
- l'amiral Charles Edward La Haye (1969-1978)
- le général Jean Simon (1978-2000)[2]

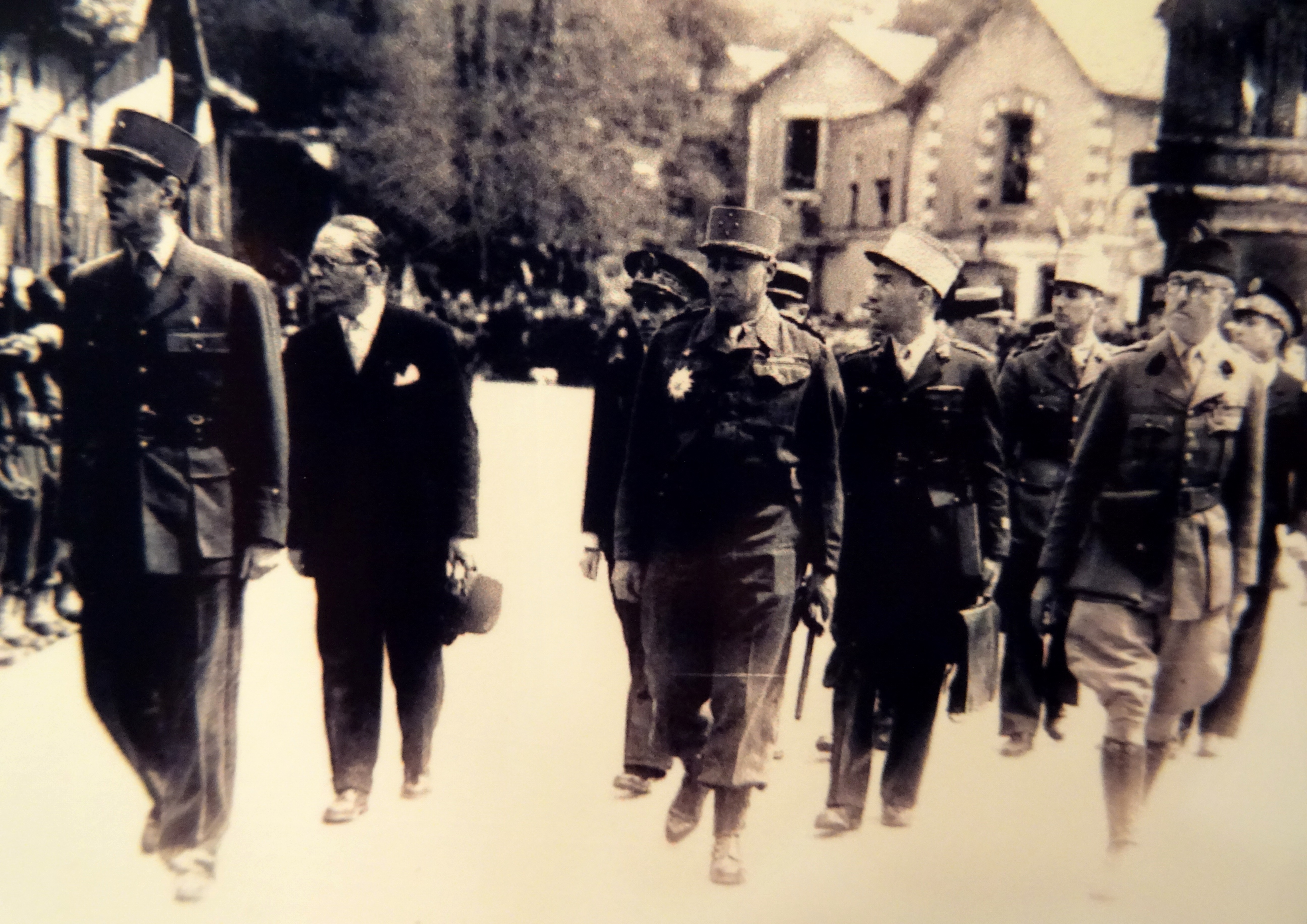
Le général de Larminat (au centre) le 25 avril 1945, à Saint-Palais-sur-Mer avec le général de Gaulle, président du GPRF, et André Diethelm, ministre de la Guerre.

Elle fédère des amicales régimentaires et crée des sections dans la plupart des départements, ainsi que dans des territoires d'outre-mer et à l’étranger. Composée essentiellement de Français libres, elle accepte dans ses rangs des anciens combattants de la Seconde Guerre mondiale en qualité d'« amis de la France libre ». Puis, lors de l'assemblée générale de mai 1971, elle modifie ses statuts, ouvrant le groupe des « amis » aux jeunes générations et créant la qualité de « combattants amis » pour regrouper les anciens combattants de 39-45.
Elle est reconnue d'utilité publique le 4 avril 1963.
Le siège de l'association est situé au 12 rond-point des Champs-Élysées de 1945 à 1957, puis à l'actuelle rue du Général-de-Larminat de 1957 à 1979. En septembre 1979, elle s'installe au n° 59 de la rue Vergniaud dans le 13e arrondissement de Paris.

## Fonctionnement
Le 18 juin 2000, la Fondation de la France libre succède à l'association, qui a décidé de se dissoudre. Cette fondation, créée en 1994, est reconnue d'utilité publique par un décret du 16 juin 1994.

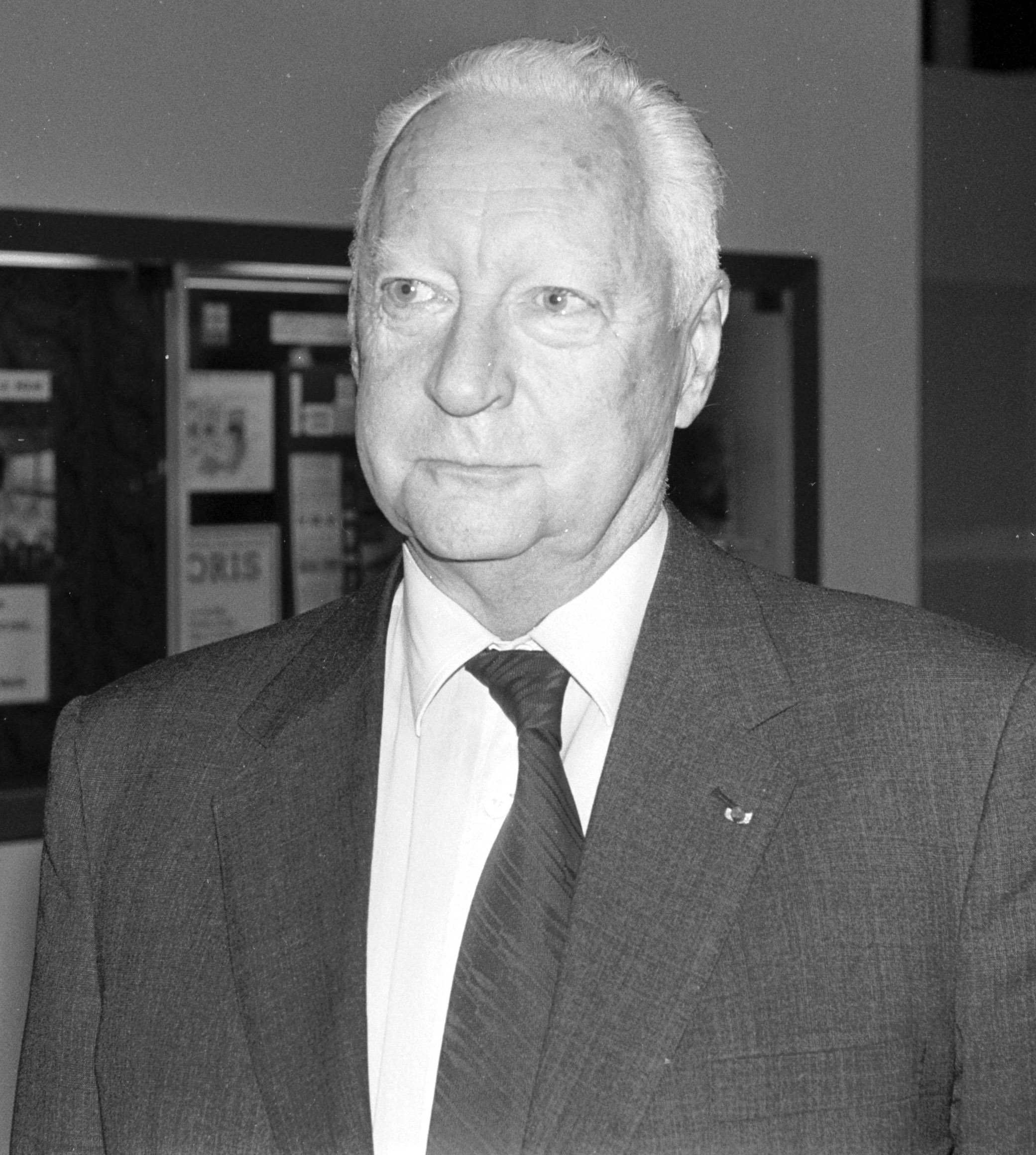
Pierre Messmer à Trouville-sur-Mer le 15 mars 1988.

Elle est présidée successivement par :
- le général Jean Simon (2000-2001)
- Pierre Messmer (2001-2007)
- Yves Guéna (2007-2011)
- le général Robert Bresse (depuis 2011)[5]

Elle est administrée par un bureau de quatre membres et un conseil d'administration de seize membres, dont six siègent au titre du collège des fondateurs, trois au titre des personnalités qualifiées et quatre au titre du collège des membres de droit : trois représentants de l'État (les ministères des Armées, de l'Éducation nationale et de l'Intérieur) et un représentant de la Ville de Paris ; le délégué national de l'Ordre de la Libération est membre ès qualités. Elle réunit tous les quatre ans une convention générale de ses participants qui élit deux administrateurs au conseil d'administration.
Un conseil scientifique composé d'historiens, d'universitaires et de responsables de musées soutient son action sur le plan scientifique, pédagogique et mémoriel. Il est présidé depuis 2011 par le général Robert Bresse.
Elle dispose de délégations thématiques et territoriales ; ces dernières couvrent une partie des départements métropolitains et des DROM-COM, ainsi que des pays étrangers.

## Missions et activités
La Fondation de la France Libre soutient la recherche sur l'histoire de la France libre et sa vulgarisation auprès du grand public et des scolaires. Elle contribue à la publication d'ouvrages scientifiques et pédagogiques, à la réalisation et à la diffusion de films documentaires et à l'organisation d'expositions, de conférences, de tables rondes et de colloques consacrés à l'histoire de la France libre et de la Seconde Guerre mondiale.

### Activités scientifiques
Depuis 2001, elle publie une revue trimestrielle, Fondation de la France libre, qui a succédé à la Revue de la France libre (310 numéros de 1945 à 2000) et se veut un relais entre la mémoire des Français libres, la recherche scientifique et la vulgarisation de la connaissance historique.
Depuis 2003, elle développe le site france-libre.net qui met à disposition du public notamment des documents d'archive numérisés (tracts, brochures, presse…) et des récits de Français libres.
Elle organise des colloques : à l'Assemblée nationale sur « la France libre » en 2004, au Musée de l'Homme sur « les contributeurs français de la Déclaration universelle des droits de l'homme » en 2018,, au musée de l'Armée sur « les Français libres et le monde » en 2013, sur « la France libre et la question syndicale » en 2017,, sur « la pluralité et l'identité des Français libres » en 2019 et sur « les Françaises libres : Spécificités d'un engagement hors norme(s) » en 2021.
Elle dispose d'un centre de documentation et de recherches, avec une bibliothèque spécialisée et d'un fonds d'archives mis à la disposition des chercheurs et des étudiants.
En avril 2017, elle lance un cycle de conférences historiques mensuelles, qui se tiennent au siège de la fondation et au cours desquelles interviennent des Français libres et des historiens.

### Le Concours national de la Résistance et de la Déportation
Elle siège au comité stratégique et au jury national du Concours national de la résistance et de la déportation et assure la réalisation de brochures pédagogiques à destination des enseignants et élèves du secondaire qui le préparent : « Les Français libres » (2003-2004), « l'appel du 18 juin 1940 du général de Gaulle et son impact jusqu'en 1945 » (2009-2010) et « S'engager pour libérer la France » (2017-2018),. Ses délégués territoriaux la représentent également au niveau académique.

### Le Club de la France libre
Jusqu'en décembre 2013, les locaux de la fondation abritaient un club hérité de l'Association des Français libres, avec un restaurant et un bar, qui était réservé à ses participants,.

### Activités commémoratives
Tous les ans, elle organise, à Paris, des cérémonies en hommage aux morts de la France libre, parallèlement aux commémorations officielles de l'appel du 18 juin, à l'Arc de triomphe de l'Étoile, où elle ravive la flamme de la tombe du soldat inconnu, au monument aux morts de la France libre, au palais de Tokyo, où les Français libres déposent des gerbes depuis 1948, et à la statue du général de Gaulle, place Clemenceau, depuis son inauguration en 2000.
Elle rend également hommage au général de Gaulle et aux morts de la France libre autour de chaque 9 novembre, jour anniversaire du décès du chef de la France libre, président d'honneur de l'Association des Français libres de 1945 à 1970.
En 2012, elle participe, en partenariat avec le ministère de la Défense et des Anciens combattants et le ministère de l'Éducation nationale, aux commémorations du 70e anniversaire de la bataille de Bir Hakeim : elle publie un numéro spécial de sa revue trimestrielle en juin, coproduit au documentaire Bir Hakeim 1942 : Quand la France renaît, réalisé par Timothy Miller, organise, le 27 et le 28 mai, des manifestations, en parallèle à la cérémonie officielle du 29 mai, et, du 5 au 7 juin, un pèlerinage sur les lieux de la bataille et au cimetière de Tobrouk, où sont inhumés les Français tués durant ces combats.

## Le siège central

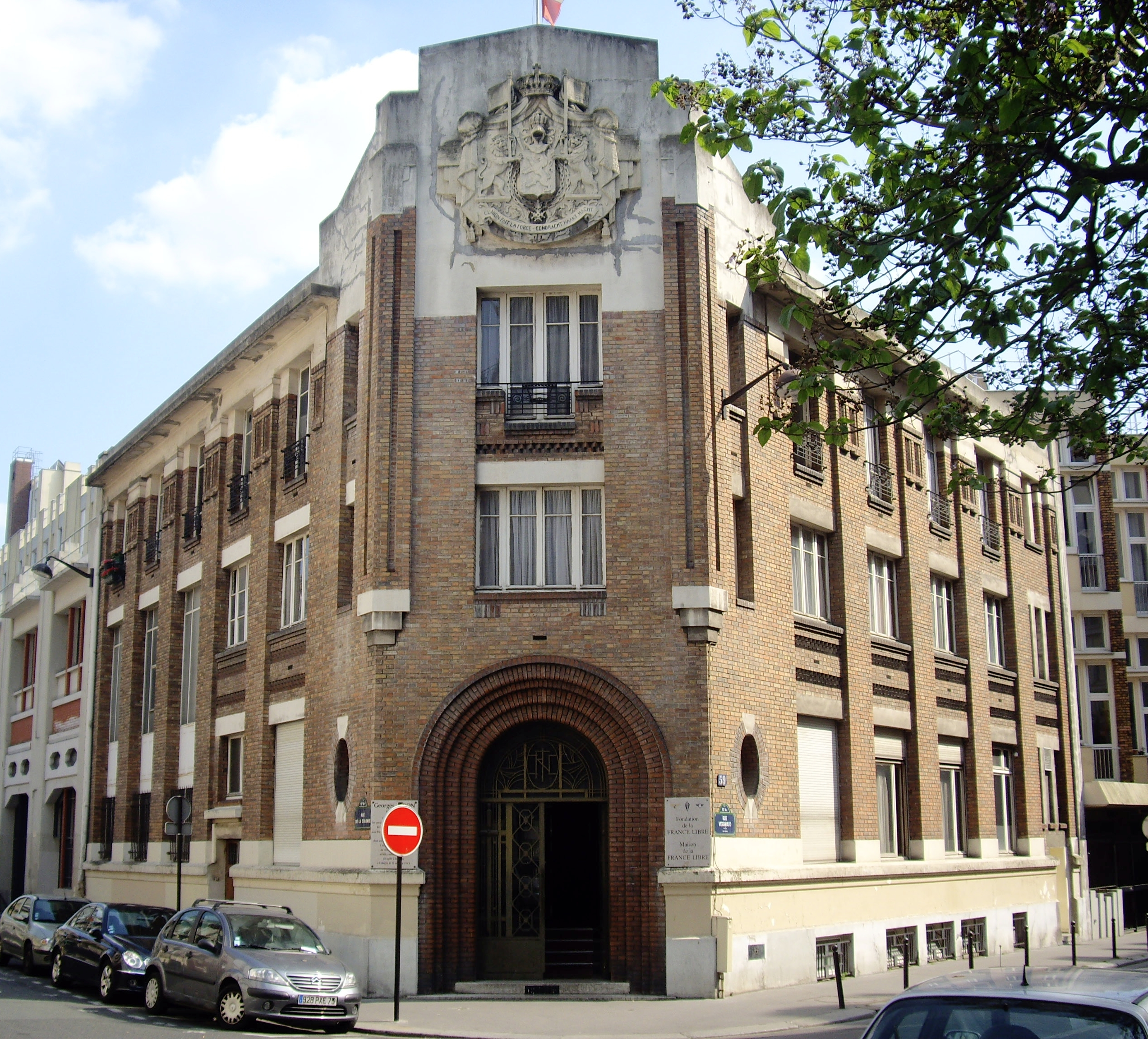
L'immeuble du 59 rue Vergniaud, siège de l'Association des Français libres puis de la Fondation de la France libre de 1979 à 2015.

De 2000 à 2015, elle est installée dans les anciens locaux de l'Association des Français libres, rue Vergniaud. En octobre 2015, elle emménage au 16, cour des Petites-Écuries dans le 10e arrondissement de Paris.

## Publications
- Jean-Pierre Bénard, Bir Hakim : relation des combats qui se sont déroulés du 27 mai au 11 juin 1942, suivi de quelques annexes : récit vécu, Nouvelles Éditions Latines, 2002, 142 p. (lire en ligne)
- François Broche, Georges Caïtucoli, Jean-François Muracciole (dir.), La France au combat : de l'appel du 18 juin à la victoire, Perrin, 2007, 848 p.
- François Broche (dir.), Georges Caïtucoli (dir.) et Jean-François Muracciole (dir.) (postface Jean-François Sirinelli), Dictionnaire de la France libre, Paris, Robert Laffont, coll. « Bouquins », 2010, XXV-1602 p. (ISBN 978-2-221-11202-1, présentation en ligne).
- André Casalis (éd.), La Mémoire des Français libres, Fondation de la France libre, 2002, 3507 p., 7 vol.
- Sylvain Cornil-Frerrot et Philippe Oulmont (dir.), Les Français libres et le monde : Actes du colloque international au Musée de l'Armée, 22 et 23 novembre 2013, Paris, Nouveau Monde éditions, 2015, 350 p.
- Olivier Rochereau, Mémoire des Français libres : du souvenir des hommes à la mémoire d'un pays, Nouveau monde éditions, 2006, 321 p.
- La France libre : actes du colloque international, Assemblée nationale, Paris, 15 et 16 juin 2004, Lavauzelle, 2005, 371 p.